# Live At The Marquee
Live At The Marquee är ett livealbum med Andy Scott och Mick Tucker i Sweet. Det spelades in på Marquee Club i London några kvällar i februari 1986. Albumet har en livesida och en studiosida och innehåller bl.a. Sweets rockiga version av den gamla Motownhiten Reach Out (I'll Be There), som även släpptes som singel.